# Silene boryi var. penyalarensis
Silene boryi subsp. penyalarensis é uma variedade de planta com flor pertencente à família Caryophyllaceae. 
A autoridade científica da variedade é Pau, tendo sido publicada em Bol. Soc. Aragonesa Ci. Nat. 11: 41. 1912.

## Portugal
Trata-se de uma variedade presente no território português, nomeadamente em Portugal Continental.
Em termos de naturalidade é endémica da Península Ibérica.

## Protecção
Não se encontra protegida por legislação portuguesa ou da Comunidade Europeia.